# En route avec la police locale
En route avec la police locale est une émission de télévision belge de type reality show diffusée sur RTL-TVI depuis 2021 et présentée par Émilie Dupuis et par l'inspecteur principal Jean-François Dulieu et le premier inspecteur Gino Daneels,,.
L'émission est d'abord lancée en 2017 sous le nom Police de la route, et présentée par Stéphane Pauwels, avant d'être arrêtée en 2018 suite à la suspension de celui-ci par la chaîne,,,.